# Kopernica
Kopernica (bis 1927 slowakisch auch „Koprnica“; deutsch Deutschlitta, ungarisch Barskapronca – bis 1907 Kapronca) ist eine Gemeinde in der Mitte der Slowakei mit 384 Einwohnern (Stand 31. Dezember 2024), die zum Okres Žiar nad Hronom, einem Teil des Banskobystrický kraj, gehört.

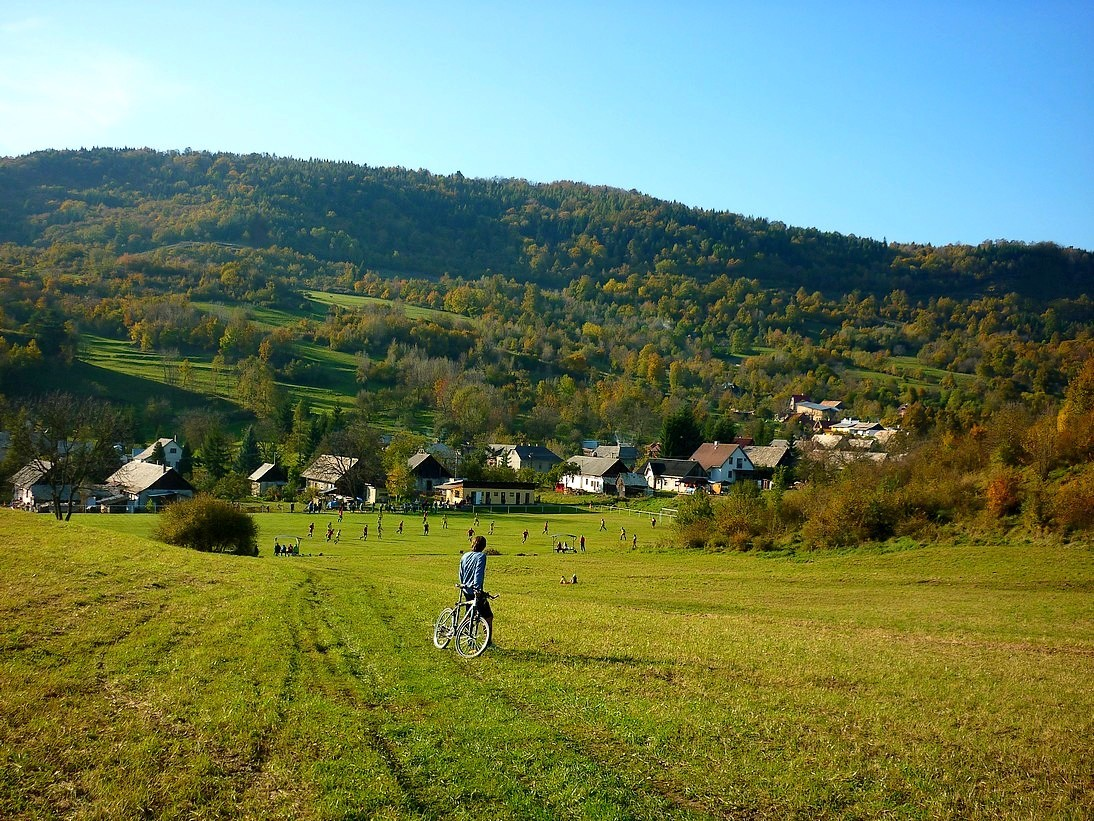

## Geographie
Die Gemeinde befindet sich im Westteil der Kremnitzer Berge im engen und langen Tal des Kopernický potok. Das Gemeindegebiet ist überwiegend bewaldet. Das Ortszentrum liegt auf einer Höhe von 500 m n.m. und ist sechseinhalb Kilometer von Kremnica sowie 22 Kilometer von Žiar nad Hronom entfernt.
Nachbargemeinden sind Kunešov im Norden, Lúčky im Nordosten, Horná Ves, Dolná Ves und Bartošova Lehôtka im Südosten, Lutila im Süden und Slaská im Westen.

## Geschichte
Kopernica wurde zum ersten Mal 1444 als Kaproncza schriftlich erwähnt und war zu dieser Zeit Besitz des Erzbistums Gran. 1536 hatte das Dorf eine Mühle und 32 Porta, 1601 standen hier 71 Häuser, 1720 wohnten nach einem Verzeichnis 78 Steuerpflichtige, davon 39 Bergleute und acht Handwerker, im Ort. 1776 wechselte der Besitz zum Bistum Neusohl. 1828 zählte man 152 Häuser und 1.045 Einwohner, die überwiegend als Bergleute im benachbarten Bergbaugebiet sowie als Hersteller von Steinmühlen beschäftigt waren.
Bis 1918 gehörte der im Komitat Bars liegende Ort zum Königreich Ungarn und kam danach zur Tschechoslowakei beziehungsweise heute Slowakei. Bis kurz nach dem Zweiten Weltkrieg war Kopernica ein überwiegend deutschsprachiges Dorf, danach wurden die Deutschen vertrieben; an ihre Stelle kamen slowakische Einwanderer aus dem Gebiet des Horehronie.

## Bevölkerung
| Jahr                | 1994 | 2004    | 2014    | 2024     |
| ------------------- | ---- | ------- | ------- | -------- |
| Anzahl der Personen | 411  | 428     | 433     | 384      |
| Unterschied         |      | +4,13 % | +1,16 % | −11,31 % |

| Jahr                | 2023 | 2024    |
| ------------------- | ---- | ------- |
| Anzahl der Personen | 389  | 384     |
| Unterschied         |      | −1,28 % |

Nach der Volkszählung 2011 wohnten in Kopernica 424 Einwohner, davon 350 Slowaken, 20 Roma, 12 Deutsche, drei Tschechen und zwei Mährer. 37 Einwohner machten keine Angabe zur Ethnie.
306 Einwohner bekannten sich zur römisch-katholischen Kirche sowie jeweils ein Einwohner zur Evangelischen Kirche A. B. und zur evangelisch-methodistischen Kirche; zwei Einwohner bekannten sich zu einer anderen Konfession. 51 Einwohner waren konfessionslos und bei 54 Einwohnern wurde die Konfession nicht ermittelt.

## Bauwerke
- Römisch-katholische Martinskirche aus dem Jahr 1349. Die Kirche besitzt einen barock gestalteten Hauptaltar sowie zwei Seitenaltäre.